# 104. vestlige længdekreds
Den 104. vestlige længdekreds (eller 104 grader vestlig længde) er en længdekreds, der ligger 104 grader vest for nulmeridianen. Den løber gennem Ishavet, Nordamerika, Stillehavet, det Sydlige Ishav og Antarktis.